# Pachystylidium hirsutum
Pachystylidium hirsutum är en törelväxtart som först beskrevs av Carl Ludwig von Blume, och fick sitt nu gällande namn av Ferdinand Albin Pax och Käthe Hoffmann. Pachystylidium hirsutum ingår i släktet Pachystylidium och familjen törelväxter. Inga underarter finns listade i Catalogue of Life.